# Seconde guerre Zhili-Fengtian
La seconde guerre Zhili–Fengtian, dite également seconde guerre Chihli-Fengtien (chinois simplifié : 第二次直奉战争 ; chinois traditionnel : 第二次直奉戰爭 ; pinyin : dì'èrcì zhífèng zhànzhēng), s'est déroulée en 1924 entre deux puissantes cliques chinoises pendant la période des seigneurs de la guerre en Chine. La clique du Fengtian de Mandchourie, soutenue et armée par le Japon, s'était dressée contre la puissante clique du Zhili, soutenue par les Britanniques et les Américains, qui dominait la Chine à l'époque. Les deux cliques se disputèrent le contrôle du gouvernement de Beiyang à Pékin. 
Cette guerre est considérée comme étant la plus importante de la période des seigneurs de la guerre de la Chine ; elle fut provoquée par le coup de Pékin, fomenté par le seigneur de la guerre du Zhili Feng Yuxiang et conduisit à la défaite totale de la clique du Zhili. Pendant la guerre, les deux clans se livrèrent à de multiples petites escarmouches et à des sièges mais le sort de la guerre fut décidé à la grande bataille de Tianjin, en octobre 1924. 
Par la suite, Feng Yuxiang du Zhili trahit et rallia la clique de Fengtian de Zhang Zuolin. Ensemble, ils acceptèrent de donner le pouvoir du gouvernement de Beiyang à Duan Qirui. Dans le sud et le centre de la Chine, la chute du Zhili et les conquêtes territoriales du Fengtian provoquèrent une vague de protestations de la part des autres cliques chinoises et accéléra la préparation par le Kuomintang de l'expédition du Nord, depuis la province du Guangdong.

## Contexte
Durant l'été 1924, la clique du Zhili, dirigée par Cao Kun et soutenue par l'armée de Wu Peifu, contrôlait une grande partie de la Chine proprement dite et dominait très largement le gouvernement de Beiyang depuis sa retentissante victoire durant la première guerre Zhili-Fengtian. La clique n'avait aucun rival sérieux et était soutenue par la Grande-Bretagne et les États-Unis.
La cause première du conflit portait sur le contrôle de Shanghai, la plus grande ville chinoise, et de son port, qui s'étendait jusqu'à l'autre rive du fleuve bleu, laquelle appartenait à la province du Jiangsu, contrôlée par le général du Zhili Qi Xieyuan. Cependant, la ville était administrée par Lu Yongxiang puisqu'elle était située dans la province du Zhejiang. Or celle-ci était sous le  contrôle de la clique de l'Anhui. C'était, avec le Shandong, les ultimes provinces que la clique de l'Anhui contrôlait encore après son écrasement durant la guerre Zhili-Anhui de 1920. La clique de l'Anhui était tolérée par la clique du Zhili aussi longtemps qu'elle restait neutre dans les conflits chinois. Or, en septembre 1924, des affrontements éclatèrent lorsque les autorités du Zhejiang refusèrent de céder l'administration de la ville à Qi Xieyuan. La première guerre Jiangsu-Zhejiang éclata alors. Zhang Zuolin et Sun Yat-sen promirent alors de défendre la neutralité du Zhejiang. Les tensions s'augmentèrent alors car la clique de Fengtian était impatiente d'en découdre et de se venger de l'humiliante défaite de la première guerre Zhili-Fengtian de 1922, et elle s'y était longuement préparée.
La clique du Zhili, en revanche, avait surestimé ses propres forces et se trouva dépourvue quand il s'agit de faire face à ce second conflit.

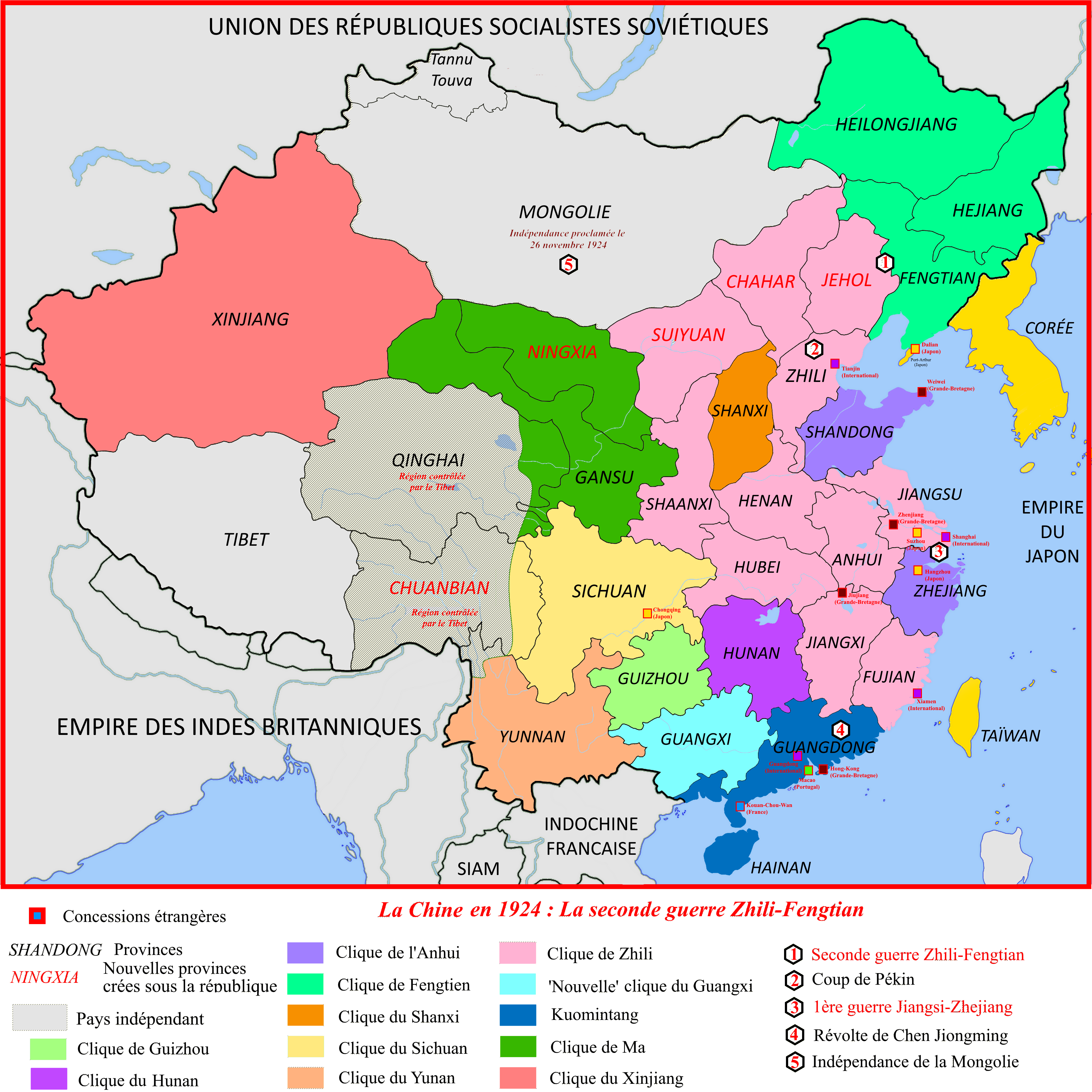
Carte de la Chine de 1923 à 1924

## Préparatifs de guerre du Fengtian
Du fait de sa précédente défaite humiliante contre la clique du Zhili, la clique du Fengtian s'était beaucoup affaiblie et s'était repliée sur sa base mandchou. Elle s'était, durant deux ans, consacrée principalement sur sa réforme militaire et à moderniser son armement. Zhang Zuolin soigna également l'instruction militaire de ses troupes avec l'aide de conseillers japonais.
Le chef de l'état-major, le général Yang Yuting, fut nommé Inspecteur Général de l'armement du Fengtian, tandis que Wang Yintai (王荫泰) devint directeur du Département du matériel de l'armement. Grâce à ces deux hommes énergiques, l'armement de la clique s'étoffa, permettant de produire chaque année environ 150 pièces d'artillerie (à l'exclusion des mortiers), plus de 1 000 mitrailleuses, et 60 000 fusils modernes par an, permettant de renouveler en profondeur les armes d'une très large partie des troupes. La production d'obus d'artillerie était de 100 000 par an et la clique produisit manuellement plus de 600 000 balles. Cet armement donna un avantage décisif à l'armée du Fengtian durant le conflit.
L'armée de l'air et la marine avaient également été renforcées. Le fils de Zhang Zuolin, Zhang Xueliang, fut nommé directeur du ministère de l'Aviation, assisté par Zhou Peibing (周培炳) et Yao Xijiu (姚锡九). Des avions allemands et italiens furent achetés, ce qui porta l'effectif total à près de 300 avions, répartis en quatre groupes d'escadrille. De nouvelles bases aériennes furent construites dans des villes stratégiques. On créa également un grand quartier général pour la Marine et une école de formation à Harbin. Sous la supervision du grand quartier général de la Sécurité, la direction de la police maritime fut créée, avec Shen Honglie (沈鸿烈) comme directeur. Cette réforme permit la création d'une véritable flottille fluviale et côtière de la Chine du Nord-est.
Pour améliorer les déplacements et le ravitaillement des unités, de vastes réserves d'eau et de charbon furent constituées à Suizhong, Xingcheng et Dayaogou (大窑沟) afin de faciliter le déploiement rapide des troupes par le biais du chemin de fer. Le Fengtian fit bâtir de nouvelles voies ferrées supplémentaires afin de pouvoir évacuer rapidement la population mandchou en cas de guerre. De nouvelles routes furent construites pour améliorer le transport dans les zones non desservies par le rail, et chaque armée disposait de son propre réseau de communications (téléphone et télégraphe), relié au quartier général. Des radios furent aussi affectés en grand nombre à chaque unité. Et, pour améliorer davantage les communications radio, des stations de radio furent construites à Shenyang, Harbin et Linghai.
Outre la modernisation de la logistique, la clique du Fengtian mis en place une ambitieuse réforme militaire. Immédiatement après la première guerre Zhili-Fengtian, le commandant Bao Deshan (鲍德山) et Xu Changyou (许昌有) avaient été blâmés pour leur attitude et leur rôle dans la défaite de la clique. Ils furent condamnés et exécutés au printemps 1923. De nombreux conseillers, disposant à la fois de compétences militaires et civiles, furent nommés comme Liang Hongzhi, Wang Jitang (王揖唐), Zeng Yuxi (曾毓隽) et Li Sihao (李思浩). Le ministère de l'inspection du Nord-est de la Chine (东三省巡阅使署) et le poste du vice-Roi (奉天督军署), datant de la dynastie des Qing, fusionnèrent pour former l'Administration Centrale de Sécurité pour la Chine du Nord-est (东三省保安司令部). Cela rationalisa grandement l'administration de la Mandchourie. Une Direction de Réorganisation de l'Armée de la Chine du Nord-est (东三省陆军整理处) fut également créée spécifiquement pour gérer les besoins des forces du Fengtian. Le vice-roi du Jilin, Sun Liechen (孙烈臣), fut nommé inspecteur-général, avec pour adjoints Jiang Dengxuan (姜登选), Han Chuntian (韩田春) et Li Jinglin. Enfin, durant l'été 1923, le haut quartier général de l'armée du Xingcheng–Suizhong s'était établi au Xian de Suizhong, avec à sa tête Jiang Dengxuan, nommé commandant en chef, de sorte qu'une fois la guerre déclarée, la hiérarchie administrative de commandement pouvait être rapidement convertie en quartier général de front.
Les forces du Fengtian passèrent de 25 à 27 brigades, organisées en trois armées de trois divisions chacune. Chaque division comportait donc trois brigades. La cavalerie, quant à elle, passa de trois à quatre divisions, comprenant chacune trois brigades. Des régiments auxiliaires de cavaleries furent attachés à des divisions d'infanterie. Cette augmentation de la puissance militaire alla de pair avec l'augmentation de la production de l'armement. Les régiments d'artillerie lourde passèrent de quatre à dix. Chaque division était composée de trois brigades accompagné soit d'une autre une brigade d'infanterie auxiliaire, soit d'une brigade combinée. Chaque division possédait aussi un bataillon du génie et un bataillon de transport. Les brigades combinées étaient soutenues par une compagnie de génie et une de transport, affectées en propre. 
Après ces intenses réforme, la force militaire de la clique du Fengtian représentait plus de 250 000 hommes, bien équipés et expérimentés. Les meilleures troupes furent placées dans la 2e brigade, commandée par Zhang Xueliang, et la 6e brigade, commandée par Guo Songling. Ils représentaient l'élite et le modèle à suivre pour les autres unités de l'armée fengtiane.

## Le casus belli
Le prélude de la Deuxième Zhili–Fengtian Guerre avait été la première guerre Jiangsu-Zhejiang, qui éclata le 3 septembre 1924, et fournit un casus belli idéal pour la clique du Fengtian. Dès le lendemain, Zhang Zuolin tint une réunion dans sa résidence avec tous les officiers de l'armée commandant au moins une brigade. Zhang Zuolin décida de déclarer officiellement la guerre contre la clique du Zhili et, le 13 septembre, tous les trains circulant sur le réseau ferré reliant Pékin et Harbin furent stoppés.

## Stratégies et plans militaires

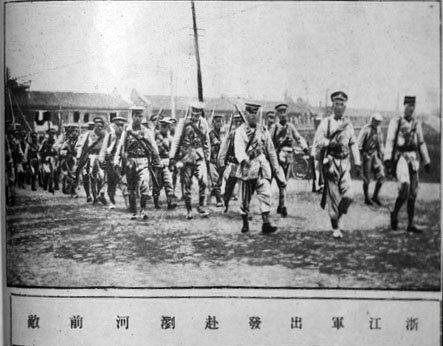

Contrairement à la clique du Zhili, qui n'avait pas pu faire une préparation adéquate, la clique du Fengtian avait élaboré une stratégie détaillée depuis le printemps 1923. Ces plans furent mis au point par Fu Xingpei (傅兴沛) et Yu Guohan (于国翰). Ils tablaient sur plusieurs points ; d'abord, que la supériorité numérique des forces de la clique du Zhili était nettement amoindrie par sa dispersion sur de vastes provinces éloignées ; ensuite que la clique du Zhili mettrait beaucoup de temps pour rassembler ses forces sur un front précis. Cela supposait donc que le Fengtian devait obtenir une victoire rapide. Pour cela, elle misa sur la supériorité locale, en concentrant rapidement ses 250 000 hommes en un point du front et, dans un second temps, en s'attachant à la réduction des poches de résistance. 
L'objectif principal était tout d'abord d'anéantir les forces ennemies et de conquérir Pékin et Tianjin. Pour y parvenir, Shanhaiguan devait être prise. Une puissante force fengtiane devait donc se trouver dans la région de Xujialing (徐家岭), sur la rive occidentale du Shi He (石河), ainsi que dans les régions adjacentes au nord et au sud de Xujialing. Une fois ces régions sécurisées et contrôlées, les troupes du Fengtian pourraient encercler puis assiéger Shanhaiguan afin de la capturer. La mission fut confiée à la 1re et 2e armée, regroupées en un seul corps d'armée combiné. Après la prise de Shanhaiguan, elle continuerait sa poussée vers Beijing et Tianjin.
Si Shanhaiguan ne pouvait pas être prise, deux brigades devaient se porter dans la région de Qiansuo (前所), un nœud ferroviaire à 20 km à l’est de Shanhaiguan. De là, la force principale de l'armée fengtiane se déploierait autour du xian de Suizhong pour une seconde tentative de prendre Shanhaiguan.
Ensuite, la 2e armée devait se porter sur le Rehe, également appelé Jehol. Elle devait s'emparer du xian de Yi et de Dayaogou. Cette force fengtiane pourrait alors conquérir Chaoyang, Jianping et Chengde, pour atteindre l'ouest de Lingyuan, sa cible principale. La conduite des opérations fut confiée à Zhang Zongchang de la 3ème brigade combinée. Les unités qui devaient prendre Chaoyang étaient commandés par Li Jinglin de la 1re division. Après la réalisation de ces objectifs, le 2e groupe devrait aider le corps combiné à conquérir Shanhaiguan. Enfin, il devait se porter à Lengkou (冷口关) et attaquer Luanzhou via le xian de Qian'an.
Troisièmement, le groupe de cavalerie du Fengtian devait attaquer le Rehe à Zhangwu via Jianping et Fuxin, avec l'objectif de capturer Chifeng. La cavalerie devrait aussi couvrir le flanc des autres forces armées et empêcher tout débordement ennemi par l'aile gauche. Lorsque la situation serait favorable, la cavalerie attaquerait les flancs des forces du Zhili aux abords de la Grande Muraille via Xifengkou (喜峰口) et/ou Gubeikou.
Enfin, la réserve du Fengtian stationnerait entre Xingcheng et Suizhong, pour protéger Jinzhou, ce rôle était confié à la 4e armée, soutenue, si besoin est, par la 5ème armée. Les forces aériennes du Fengtian se baseraient à Shenyang, avec trois groupes d'escadrilles. Deux de ces groupes seraient placés sous le commandement direct du corps combiné, le dernier étant déployé au xian de Yi sous le commandement direct de Zhang Xueliang de la 2e armée. Des aérodromes disposant des réserves de carburant permettraient d'effectuer toutes les missions de reconnaissances aériennes et de soutien au sol.
Tous les fronts se devaient d'assurer la sécurité de leur ligne de communication afin qu'ils puissent être coordonnés jusqu'à la victoire finale. 
Le cadre général de ce plan se réalisa globalement, bien que des points particuliers ne furent jamais menés à bien en raison de la brièveté de la guerre.

## Manœuvres politiques

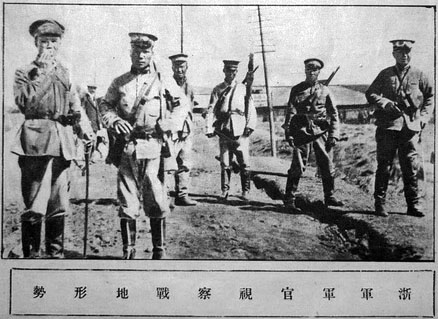

Outre la planification militaire, la clique du Fengtian déploya également une intense activité diplomatique pour forger une coalition contre le Zhili. Elle tenta donc de rallier Sun Yat-sen dans le Guangdong, la clique de l'Anhui et le seigneur de guerre Lu Yongxiang (卢永详), qui contrôlait le Zhejiang. Elle tenta également d'affaiblir le Zhili en créant des tensions internes comme, par exemple, en persuadant Feng Yuxiang de faire défection. Au printemps 1923, Zhang Xueliang écrivit personnellement une lettre à Feng Yuxiang et envoya son plus loyal lieutenant, Fu Xingpei à Pékin, pour secrètement le convaincre. Une fois la capitale atteinte, Fu Xingpei rencontra d'abord le chef d'état-major de Feng Yuxiang, Liu Ji (刘骥), dans un lieu désert à Hutong. Liu Ji lui téléphona le lendemain pour fixer le rendez-vous. Fu Xingpei et Feng Yuxiang se rencontrèrent donc à Nanyuan.
Bien que la première réunion fut brève, ce fut un succès, ouvrant la voie à d'autres réunions entre Feng Yuxiang et d'autres grands officiers de la clique du Fengtian comme Guo Yingzhou (郭瀛洲) et Ma Bingnan (马炳南). Pour éviter les soupçons, on sollicita la clique de l'Anhui, formellement neutre, pour servir d'intermédiaire. Par exemple, Wu Guangxin (吴光新) créa un service de messagers entre Beijing et Shenyang pour faire passer les messages. Enfin, la clique de Fengtian dépensa deux millions de yen, remis par Jian Deyao (贾德耀) de l'Anfu Club, pour acheter la trahison de Feng Yuxiang.

## L'ordre de bataille
Environ un demi-million soldats fut mobilisés au total, avec deux cent mille soldats alignés par la clique du Zhili et près de deux cent cinquante mille hommes par la clique du Fengtian.

### Ordre de bataille de la clique du Fengtian
Commandant en chef: Zhang Zuolin :
- Chef d'état-major général : Yang Yuting, avec pour adjoint Fu Xingpei (傅兴沛)
- 1re armée commandée par Jiang Dengxuan (姜登选), avec pour adjoint Han Yichun (韩以春). Elle comprend : 
  - la 10e brigade combinée commandée par Sun Xuchang (孙旭昌).
- 2e armée commandée par Zhang Xueliang, avec comme adjoint Guo Songling
- 3e armée commandée par Li Jinglin, avec comme adjoint Zhang Zongchang
- 4e armée commandée par le vice-roi du Jilin Zhang Zuoxiang, qui sert de réserve
- 5e armée commandée par le vice-roi d'Heilongjiang Wu Junsheng, comprenant : 
  - la 29e division
  - deux brigades combinées

### Ordre de bataille de la clique du Zhili
Commandant en chef : Wu Peifu
- 1re armée commandée par Peng Shouhua (彭寿华), comprenant : 
  - la 13e brigade combinée dirigée par Feng Yurong (冯玉荣)
- 2e armée commandée par Wang Huaiqing (王怀庆), comprenant : 
  - l'armée Yi (毅), commandée par Mi Zhengbiao (米振标)
  - la 13e division
- 3e armée commandée par Feng Yuxiang (qui ne se battra pas contre l'ennemi et qui changera de camp ensuite)
- armée du Henan–Shanxi, commandée par Zhang Fulai (张福来)

## Déroulement de la guerre

### Le début des hostilités

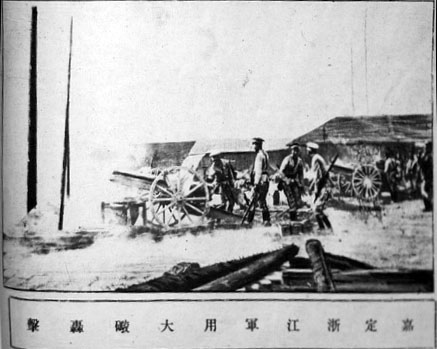

Le 15 septembre 1924, Zhang Zuolin conduisit son armée vers les frontières de la Mandchourie, tandis que l'armée de Wu Peifu se mobilisait. L'offensive pénètra dans la province du Rehe et se dirigea aussi vers Shanhaiguan. La 1ère et 3ème armée du Fengtian se regroupèrent au Suizhong pour affronter les positions du Zhili à l'est de Yuguan (榆关). Le 18 septembre, les armées adverses engagèrent le combat et la bataille s'intensifia considérablement après le 28 septembre. L'attaque du Fengtian sur Shanhaiguan fut finalement repoussée et le Zhili consolida ses positions défensives en utilisant le terrain à son avantage. Pendant ce temps, en accord avec les plans initiaux, Sun Yat-sen intervint militairement depuis le Guangdong. Il conduisit personnellement son armée vers le nord pour fixer les troupes de Sun Chuanfang afin de l'empêcher de rejoindre le front du Nord. Mais une rébellion éclata à Canton avec Chen Jiongming. Sun Yat-sen fut donc forcé de stopper son attaque et de revenir en arrière pour rétablir son pouvoir menacé au Guangdong. Au nord de la Chine, de multiples escarmouches mineurs accaparèrent l'attention, tandis qu'au sud du front, les combats étaient féroces et impliquaient les premiers officiers formés par l'académie militaire de Whampoa. Avec la retraite de Sun Yat-sen, Sun Chuanfang était désormais libre de ses mouvements et s'empara de tout le Zhejiang et de Shanghai.
Pendant ce temps, alors que le siège de Shanhaiguan piétinait, l'armée du Fengtian porta ses efforts sur le Rehe. L'armée Yi (毅) du Zhili, dirigée par Mi Zhengbiao (米振标), ne parvint pas à arrêter la 2ème armée du Fengtian de Zhang Zongchang, malgré les renforts reçus de la 13ème division de Wang Huaiqing (王怀庆). Entre le 15 et le 22 septembre, les avant-gardes de la 2ème armée du Fengtian de Zhang Zongchang poussèrent au-delà de Chaoyang et attaquèrent Lingyuan. La cavalerie du Fengtian conquit, depuis Zhangwu, les villes de Fuxing et Jianping le 15 septembre et le 7 octobre, Puis ils capturèrent Chifeng. Le 9 octobre, toute la région autour de Chifeng était sécurisée. L'armée de réserve du Fengtian demeurait toujours en retrait. La situation du Zhili devenait difficile. C'est pourquoi Wu Peifu partit diriger personnellement la défense de Shanhaiguan. C'est à ce moment que Feng Yuxiang, commandant de la 3ème armée du Zhili, trahit et se retourna contre Wu Peifu. Profitant de la désorganisation ambiante, il tenta de fomenter un coup d'état et refusa de prêter assistance à la 2ème armée qui fut alors défaite.

### Le front du Shanhaiguan

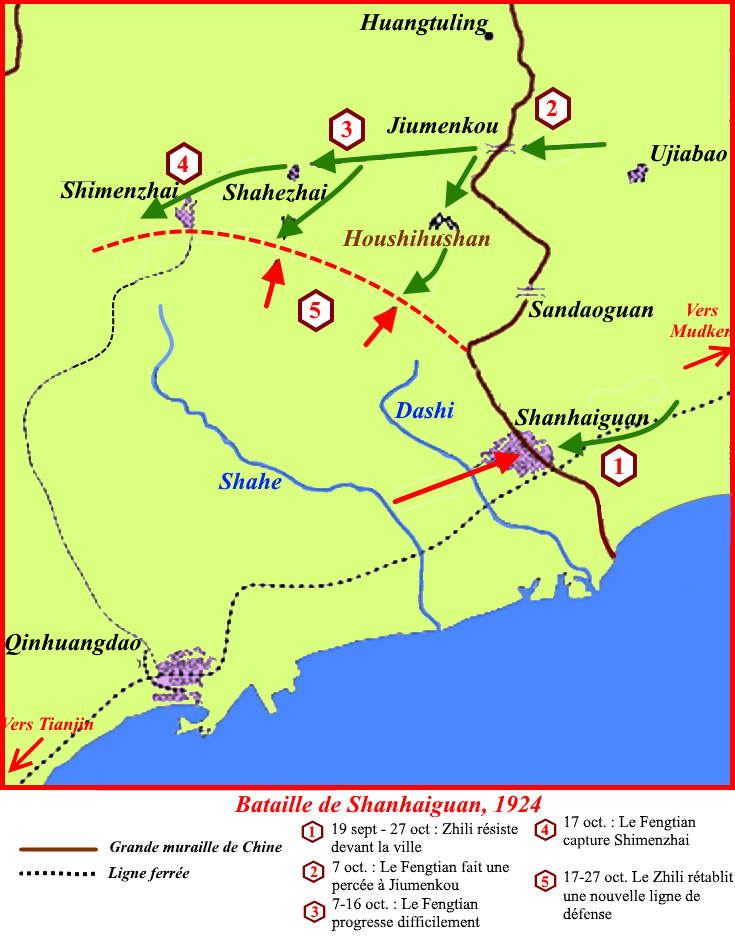
Carte du front de Shanhaiguan

Le front du Shanhaiguan se composait de deux grands secteurs, le secteur de la ville de Shanhaiguan et celui de Jiumenkou (九门口). Les 1ère et 3ème armée fengtianes, déployées dans le secteur de Shanhaiguan, ne parvenaient pas à progresser à cause de l'irrégularité du terrain qui profitait aux défenseurs. Cette impasse dura jusqu'au 7 octobre, lorsque l'armée du Fengtian progressa dans le secteur du Jiumenkou. Là, Sun Xuchang (孙旭昌), le commandant de la 10ème brigade combinée, parvint à conquérir la ville face au commandant de la 13ème brigade combinée du Zhili, Feng Yurong (冯玉荣), qui se suicida après. Cette victoire dans le secteur de Jiumenkou permit au Fengtian de pousser son avantage vers les hauteurs de la région du Shimenzhai (石门寨), menaçant ainsi de prendre à revers toute l'armée du Zhili en la débordant par son flanc gauche. Réalisant le péril, le Zhili choisit de contre-attaquer avec la 14ème division de Jin Yunpeng. Le 12 octobre, Wu Peifu se rendit personnellement à Yuguan pour veiller au redéploiement des renforts qu'il avait apporté.

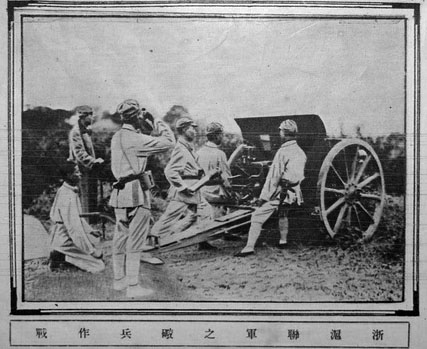

Les renforts zhilis de l'armée Henan-Shanxi, dirigés par Zhang Fulai (张福来), permirent, du 13 octobre au 24 novembre, à la clique du Zhili de harceler les positions du Fengtian le long de Shimenzhai dans le secteur de Jiumenkou et les forcèrent à renforcer le front avec trois nouvelles brigades combinées. Jiang Dengxuan et son adjoint Han Yichun (韩 以 春), à la tête de la 1ère armée du fengtian, purent ainsi résister à l'offensive zhili pour un temps mais leur défense s'effritait à cause des pertes importantes subies, surtout autour de Heichuyao (黑出窑). Le Fengtian perdait ainsi beaucoup d'officiers de valeur sur ce front alors que le secteur de Shanhaiguan ne progressait pas malgré les attaques continues.
Dans l'intervalle, l'armée du Fengtian reçut des rapports secrets fournis par les japonais selon lesquels la clique du Zhili sollicitait l'aide de treize navires de transport pour acheminer trois à quatre divisions directement à l'arrière de l'armée fengtiane, près des Forts de Taku. Toutefois, personne ne savait précisément quel était le point d'atterrage choisi, qui pouvait aller de Yingkou à Huludao. L'état-major fengtiane désira déployer la 4ème armée de réserve pour servir d'arrière-garde, mais on préféra envoyer la réserve au secteur de Jiumenkou sous le commandement de Zhang Zuoxiang, même si ce secteur était trop étroit pour déployer autant de troupes.
Malgré l'engagement de la 4ème armée de réserve, le Fengtian ne parvenait pas à vaincre le Zhili. Zhang Xueliang et Guo Songling décidèrent de secrètement redéployer huit régiments d'infanterie et deux brigades d'artillerie du secteur de Shanhaiguan vers celui de Jiumenkou. Soutenu alors par ces renforts et par l'artillerie, la 10e brigade Fengtiane de Sun Xuchang parvint à s’emparer de neuf portes de la ville et mettre en déroute les défenseurs du Zhili.

### Le front du Rehe (Jehol)

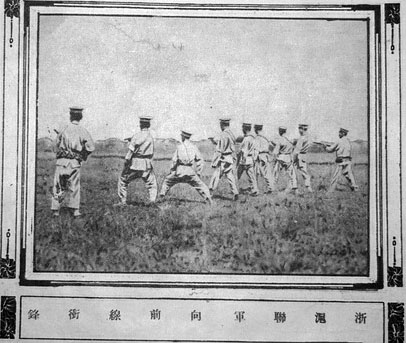

Sur le front du Rehe, la 2e armée du Fengtian se lança à l'attaque le 22 septembre et s'empara de Lingyuan et Pingquan. Après un bref ravitaillement, Zhang Zongchang poursuivit son offensive sur la passe de Lengkou. La clique du Zhili réagit en déployant quatre divisions : la 20e division de Yan Zhitang (阎治堂), la 9ème division de Dong Zhengguo (董政国), le 1ère division du Shaanxi de Hu Jingyi (胡景翼) et la 23e division de Wang Chengbin (王承斌). Cependant, ces deux dernières unités avaient pactisé avec Feng Yuxiang et trahirent en même temps que lui en n'opposant aucune résistance à l'offensive de Zhang Zongchang. Dans le même temps, les commandants de la 20e et la 9e divisions étaient de grands rivaux qio refusèrent de combattre ensemble. Ainsi, Lengkou fut livrée à elle-même et tomba sans résistance. Poussant son avantage, Zhang Zongchang pénétra très profondément en territoire ennemi, suivi de près par Li Jinglin. C'est à ce moment-là que la nouvelle d'une victoire écrasante de la clique du Zhili de sa Première guerre Jiangsu-Zhejiang se répandit tout au long du front et revigora le moral des troupes du Zhili, certains de recevoir bientôt les autres armées victorieuses venues les aider. De fait, la clique du Zhili aurait rapidement une supériorité numérique écrasante.

### Une conclusion inattendue
Le 22 octobre, Feng Yuxiang et sa 3e armée zhili trahirent en fomentant le coup de Pékin, un véritable coup d'état contre le président Cao Kun. Cao Kun fut déposé et placé en résidence surveillée. Wu Pufei, toujours sur le front de Shanhaiguan, furieux, détacha huit mille hommes des 3e et 26e divisions et les envoya dans la capitale. Le 26 octobre, il ne restait plus que quatre mille soldats pour défendre Shanhaiguan. Découvrant cette manœuvre, le Fengtian tenta de poursuivre les troupes rapatriées vers Pékin afin de les empêcher de reprendre le pouvoir dans la ville. Zhang Zongchang et Li Jinglin marchèrent alors en plein sud suivant le cours du fleuve Luan puis prirent Luanzhou et arrivèrent à Tianjin. Avec la prise de Jiumenkou par Sun Xuchang et de Luanzhou, la clique de Fengtian obtenait une victoire complète.
Avec l’appui de l’infanterie, la cavalerie fengtiane franchit la passe de Xifengkou. Les troupes du Zhili étaient complètement démoralisées par la fracassante trahison de Feng Yuxiang et des pertes subies. À l'est, ils perdaient de vastes régions face à l'armée de Guo Songling qui poursuivait ses charges inlassablement. Qinhuangdao et Shanhaiguan furent totalement isolées et coupés du reste du pays le 31 octobre. Des navires du Zhili sont quand même parvenus à faire évacuer des troupes et des officiers à Qinhuangdao avant que la ville ne soit complètement assiégée. Plus de quarante mille hommes se rendirent alors à la clique du Fengtian.
Comme Wu Peifu reculait à Tianjin, il tenta de concentrer ses dernières troupes dans Yangcun (杨村) et demanda aux divisions du Zhili basées dans les provinces du Jiangsu, Hubei, Henan et Zhejiang de venir prêter main-forte. Toutefois, Zheng Shiqi dans Shandong appartenant à la clique de l'Anhui déclara soudain la guerre et s'empara de Cangzhou et Macheng. Une série de coups de main sur les principaux nœuds ferrés coupèrent les liaisons ferrées et empêchèrent les renforts zhilis d'arriver.  
Le 2 novembre 1924, Feng Yuxiang s'empara de Yangcun et de Beicang (北仓), forçant Wu Peifu de déménager son grand quartier général à Junliangcheng. Dans l'intervalle, le Fengtian s'empara aussi de Tangshan et de Lutai. Duan Qirui écrivit alors à Wu Peifu lui demandant de fuir par la mer pour éviter la capture. Face à toutes ces attaques de tous les côtés, Wu Peifu s'y résolut et embarqua avec ses deux mille soldats restant à bord du navire Huajia (华甲) le 3 novembre 1924 de Tanggu vers  Sun Chuanfang, dans la Chine centrale, loin des lignes du front.

## Conséquences

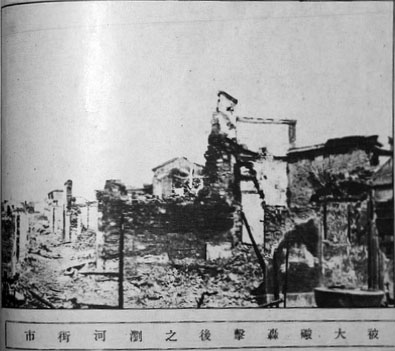

La guerre cessa le 3 novembre 1924 et sanctionna l'écrasement complet de la clique du Zhili, brisant le mythe de l'invincibilité de la clique qui perdit la totalité de ses provinces du nord au profit de la clique du Fengtian et du Guominjun de Feng Yuxiang. Les combats ont continué jusqu'en  1925 dans le cadre de la Première guerre Jiangsu-Zhejiang lorsqu'une expédition conjointe de la clique de l'Anhui et du Fengtian reconquirent le Jiangsu et Shanghai en janvier. Isolé, pris au piège, sans voie d'issue, le commandant zhili de Shanghai, Qi Xieyuan, ne put que s'enfuir au Japon, mais après avoir transféré ses troupes à Sun Chuanfang. Ce dernier tenta une contre-attaque qui chassa Zhang Zongchang de Zhejiang. 
La clique de l'Anhui accorda la province du Shandong à Zhang Zongchang en échange de son alliance, renforçant ainsi la clique de l'Anhui avec une nouvelle province sous son contrôle. 
Dans le même temps, la Mongolie proclama son indépendance le 26 novembre 1924
Enfin, un nouveau gouvernement provisoire fut mis en place à Pékin, dominé par la clique de l'Anhui de Duan Qirui. Son rôle de médiateur et de neutralité permettait mettre un terme aux rivalités et tensions qui ravageaient le gouvernement de Beiyang. Dès lors, Duan Qirui s'attela à concilier les intérêts du Fengtian et du Guominjun de Feng Yuxiang. Sun Yat-sen fut invité à une réunion afin de discuter de la réunification de la Chine mais sa mort en 1925 fit capoter le projet. 
En moins d'une année, de fortes dissensions entre la clique du Fengtian et du Guominjun va pousser ce dernier à se rapprocher de son ancien ennemi du Zhili, ce qui provoquera la guerre Anti-Fengtian de novembre 1925. 
La seconde guerre Zhili-Fengtian a été plus destructrice que la première. Déjà, la nation chinoise était lasse des incessantes querelles entre seigneurs de guerre et souhaitaient une réunification profonde et de grandes réformes. Ces ferments favorisèrent le Kuomintang naissant et le jeune parti communiste chinois. C'est à partir de cette guerre et des nombreux articles issus de ces deux partis que l'expression junta (seigneurs de la guerre) apparut. À cette époque, le Kuomintang et le parti communiste chinois s'allièrent dans le premier Front Uni qui contrôlait la province de Guangdong. Ainsi, une réaction nationaliste anti-japonaise et contre les cliques se fit jour surtout lors du Mouvement du 30-Mai